# Polyommatus thestylis
Polyommatus thestylis är en fjärilsart som beskrevs av Jermyns 1825. Polyommatus thestylis ingår i släktet Polyommatus och familjen juvelvingar. Utöver nominatformen finns också underarten P. t. caerulescens.